# 广口盾壳属
广口盾壳属（学名：Parodiellina），是广口盾壳科下的一个属。

## 下属分类
- 广口盾壳 Parodiellina manaosensis (Henn.) G. Arnaud